# Раффаелло Леонардо
Раффаелло Леонардо  (італ. Raffaello Leonardo, 1 травня 1973) — італійський веслувальник, олімпійський медаліст.

## Виступи на Олімпіадах
| Олімпіада      | Дисципліна                        | Місце |
| -------------- | --------------------------------- | ----- |
| Барселона 1992 | вісімка розстібна зі стерновим    | 9     |
| Атланта 1996   | четвірка розстібна без стернового | 6     |
| Сідней 2000    | вісімка розстібна зі стерновим    | 4     |
| Афіни 2004     | четвірка розстібна без стернового | 3     |
| Пекін 2008     | двійка розстібна без стернового   | 11    |